# Megapyga
Megapyga là một chi bọ cánh cứng trong họ Chrysomelidae.
Chi này được miêu tả khoa học năm 1850 bởi Boheman.

## Các loài
Các loài trong chi này gồm:
- Megapyga eximia Boheman, 1850
- Megapyga maai Kimoto, 1996
- Megapyga minima Borowiec, 1998
- Megapyga obscuricollis Borowiec, 1993